# Малайзийско-сейшельские отношения
Отношения Малайзии и Сейшельских островов относятся к двусторонним международным отношениям между Малайзией и Сейшельскими островами. На Сейшельских Островах была высокая комиссия в Субанг Джае, но позже она была закрыта и заменена почетным консульством.

## История
Историю малайцев на Сейшельских Островах можно проследить во время британского колониального периода, когда группа Малайских воинов из Перака вместе со своим султаном Абдуллой Мухаммад Шахом II была депортирована на остров в 1877 году после того, как предположительно участвовала в успешном покушении на Джеймса Берча.

## Экономические отношения
В 1986 году Сейшельские Острова напрямую ввезли малайзийскую продукцию на сумму около 600 000 Долларов США, но приобрели 7 миллионов Долларов США через косвенную торговлю с Сингапуром, поэтому страна ищет возможность прямой торговли с Малайзией, чтобы получать малазийскую продукцию без использования портов Сингапура. В 1988 году было подписано соглашение о развитии сотрудничества в области культуры, образования, спорта и информации. Основным экспортным товаром Малайзии на Сейшельские Острова являются изделия из древесины, которые известны как один из основных поставщиков Сырья на острова, в то время . как Сейшельские Острова в основном экспортируют консервированный тунец и рыбу в Малайзию. Несколько малайзийских компаний инвестировали в остров, например, Berjaya Group, которая владела двумя отелями, и Promet Bhd, в проект развития недвижимости, включающий офисы магазинов, торговый комплекс и офисное здание. Сейшельские Острова объявили о своем желании отправить своих студентов на обучение в Малайзию и пригласили больше малайзийских инвесторов инвестировать в страну. В 2014 году Малайзия стала одним из партнеров Сейшельских Островов по сохранению их туристической индустрии.
Оба правительства подписали соглашение о облегчении долгового бремени, и сейшельцам, посещающим Малайзию, не требуется иметь при себе визу на срок до 30 дней.